# Задонский проезд
Задо́нский прое́зд (до 19 марта 1976 года — часть проектируемого проезда № 5392) — проезд в Южном административном округе города Москвы на территории района Зябликово.

## История
Проезд получил своё название 19 марта 1976 года по городу Задонск Липецкой области в связи с расположением на юге Москвы.

## Расположение
Задонский проезд, являясь продолжением Орехового проезда, проходит от улицы Мусы Джалиля на восток, поворачивает на юго-восток, с северо-востока к нему примыкают безымянные проезды, связывающие Задонский проезд с проектируемым проездом № 5302 и Бесединским шоссе, далее с юго-запада к проезду примыкает Шипиловская улица, проезд проходит далее параллельно Бесединскому шоссе до Орехового бульвара. Нумерация домов начинается от улицы Мусы Джалиля.

## Примечательные здания и сооружения

### по чётной стороне

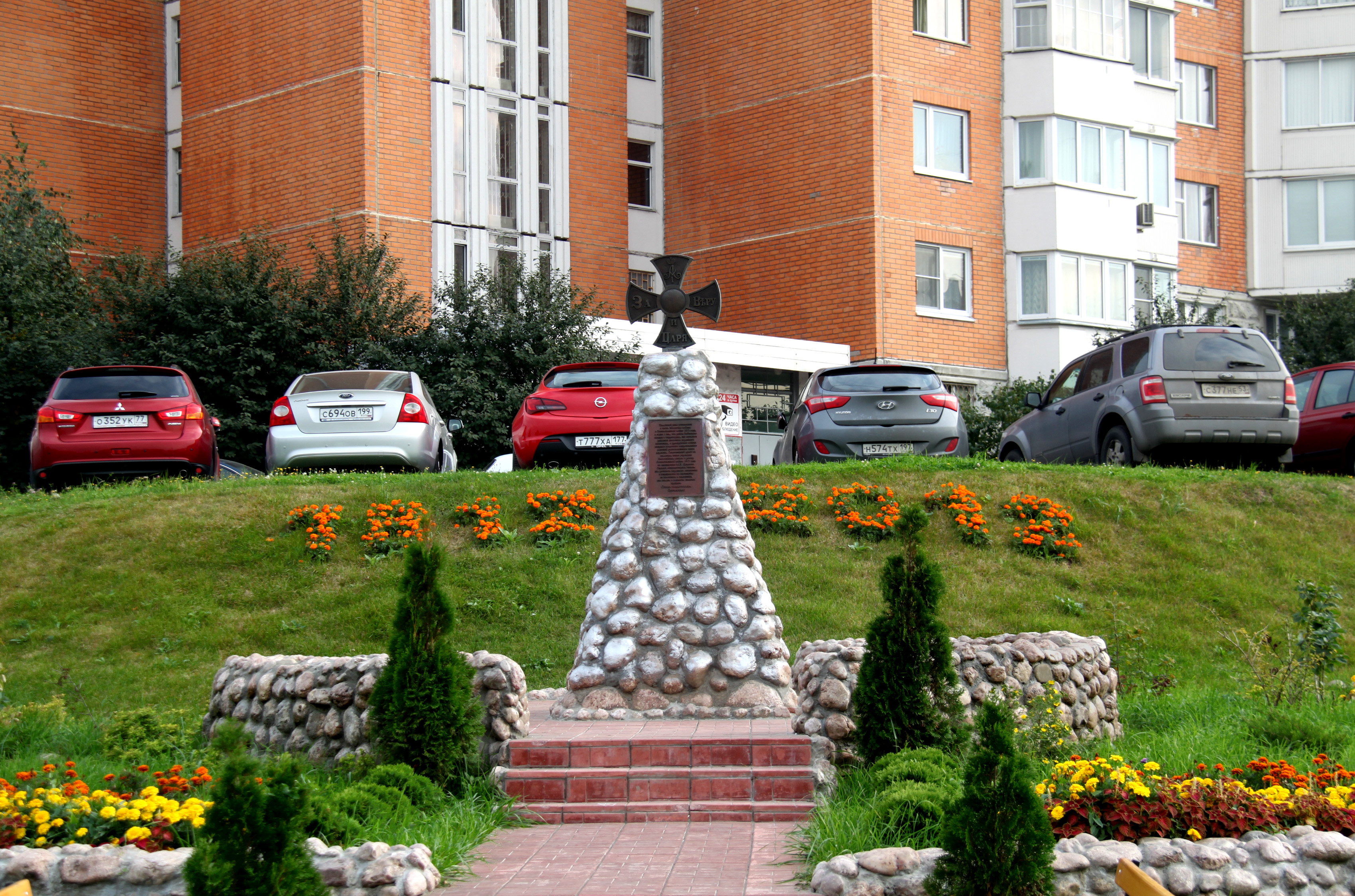
Памятный знак в честь 200-летия победы в Отечественной войне 1812 года

- памятный знак в честь 200-летия победы в Отечественной войне 1812 года — на углу Задонского проезда и Шипиловской улицы;
- д. 34, к. 3 — ГБОУ Школа № 2116 «Зябликово» (бывший центр образования № 936)
- д. 34, к. 2 — ГБОУ Школа № 2116 «Зябликово» (бывшая школа № 985)

## Транспорт

### Автобус
- с819: от улицы Мусы Джалиля до безымянного проезда и обратно.
- 887: от безымянного проезда до Шипиловской улицы и обратно.
- м82: от Шипиловской улицы до Орехового бульвара и обратно.

### Метро
- Станция метро «Борисово» Люблинско-Дмитровской линии — севернее проезда, между улицей Борисовские Пруды, Наташинским проездом и Бесединским шоссе.
- Станции метро «Зябликово» Люблинско-Дмитровской линии и «Красногвардейская» Замоскворецкой линии (соединены переходом) — юго-западнее проезда, на пересечении Воронежской и Ясеневой улиц (выход со станции «Зябликово») и на пересечении Орехового бульвара с улицей Мусы Джалиля и Ясеневой улицей (выход со станции «Красногвардейская»).
- Станция метро «Шипиловская» Люблинско-Дмитровской линии — юго-западнее проезда, на пересечении улицы Мусы Джалиля и Шипиловской улицы.